# Agence Demirören
Pour les articles homonymes, voir DHA.
L'agence Demirören (en turc : Demirören Haber Ajansı, anciennement Doğan Haber Ajansı ; abréviation : DHA) est une agence de presse turque fondée par Aydın Doğan. Elle est avec Agence Anadolu l'une des deux principales agences de presse en Turquie. Elle est détenue par la Demirören Holding.

## Présentation générale
DHA résulte de la fusion entre l'agence de presse de Hürriyet et celle de Milliyet en 1999. Elle est l'une des principales agences de presse turques avec environ 6 000 dépêches, 3 000 vidéos et 11 000 photos par mois. Elle détient plusieurs bureaux en Turquie et à l'étranger.
La photographie du jeune migrant syrien Alan Kurdi échoué sur une plage turque et qui a ému le monde entier a été prise par la journaliste Nilüfer Demir qui travaille pour DHA.
La branche média du groupe Doğan Holding, propriétaire de l'agence, a été rachetée en mars 2018 par le groupe Demirören Holding, proche du président turc Recep Tayyip Erdoğan. Certains voient cet achat comme un renforcement du contrôle des médias par le gouvernement turc.